# Odo obscurus
Odo obscurus är en spindelart som beskrevs av Cândido Firmino de Mello-Leitão 1936. 
Odo obscurus ingår i släktet Odo och familjen taggfotsspindlar. Inga underarter finns listade i Catalogue of Life.